# Muerte en la tarde
Muerte en la tarde es un libro escrito por Ernest Hemingway sobre la ceremonia y las tradiciones de las corridas de toros españoles. Fue publicado por el editorial Scribner el 23 de septiembre de 1932; la primera edición salió con una tirada de aproximadamente 10.000 ejemplares. La primera edición en español, traducida por Lola Aguado, fue publicada por la revista Gaceta Ilustrada en 1966.

## Contenido

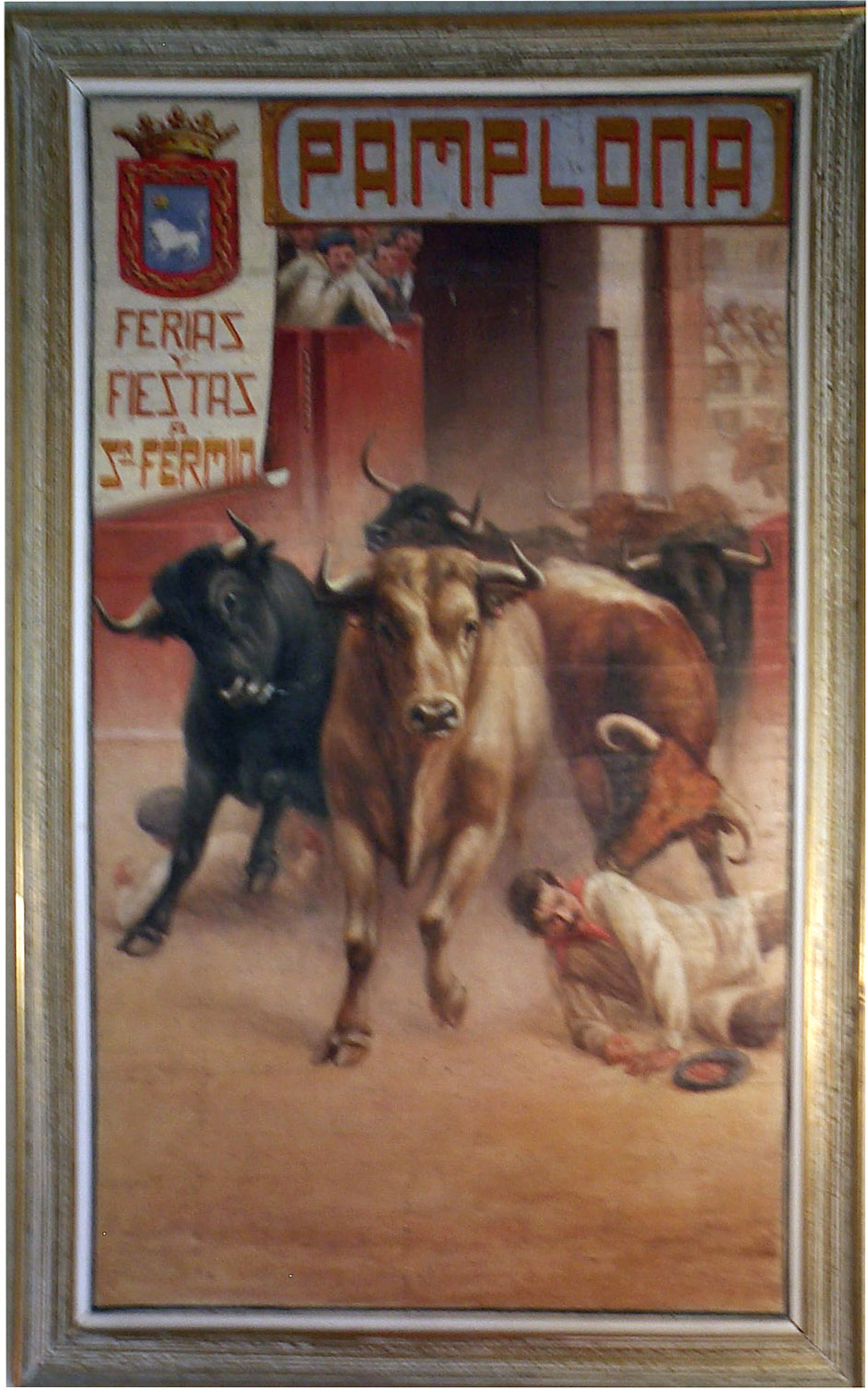
Óleo de las fiestas de San Fermín (Isidoro Calvete, aprox. 1930).

El libro ofrece un recorrido por la historia y lo que Hemingway considera la magnificencia de las corridas de toros. También contiene una reflexión sobre la naturaleza del miedo y de la valentía.
Hemingway se convirtió en un aficionado de la corrida de toros después de ver las fiestas de San Fermín en Pamplona en 1923, que formó la inspiración para su novela Fiesta. En Muerte en la tarde, Hemingway explora la metafísica de la corrida de toros, la práctica ritualizada, casi religiosa, que consideraba análoga a la búsqueda del sentido y de la esencia de la vida por el escritor. En las corridas descubrió la naturaleza elemental de la vida y la muerte.
Cualquier debate sobre la corrida de toros no estaría completo sin una mención de la controversia que la rodea. Con ese fin Hemingway comentó: «Todas las cosas que son capaces de despertar pasión en su defensa levantan, igualmente, pasión contra ellas».

Es muy posible que la primera corrida a que se asista no sea artísticamente buena. Para que no ocurriese esto sería menester que coincidieran buenos toros y buenos toreros. Los toreros artistas con toros sin casta no dan un espectáculo interesante, y el torero capaz de ejecutar con el toro hazañas extraordinarias que puedan llevar al espectador a un intenso grado de emoción, no intentará consumarlas con un toro de difícil embestida...
Ernest Hemingway  Muerte en la tarde

En sus escritos sobre España, fue influido por el escritor Pío Baroja. Cuando Hemingway ganó el Premio Nobel, viajó a ver el escritor vasco para decirle que Baroja merecía el premio más que él. Baroja dijo que estaba de acuerdo, y se produjo algo de las riñas habituales entre Hemingway y otros escritores, a pesar de sus buenas intenciones iniciales.
Esta obra contiene también una reflexión sobre la técnica de escritura denominada Teoría del iceberg.